# الإعاقة في بيلاروسيا
الإعاقة في بيلاروس تشير إلى حالة الأشخاص الذين يعانون من إعاقات بدنية أو عقلية أو حسية في بيلاروس. وتولي الدولة اهتمامًا متزايدًا لضمان حقوق هؤلاء الأفراد وتوفير الدعم المناسب لهم في مختلف مجالات الحياة، مثل التعليم، والعمل، والرعاية الصحية، والمشاركة المجتمعية.

## التاريخ
شهدت بيلاروس تطورًا ملحوظًا في تعاملها مع قضايا الأشخاص ذوي الإعاقة، خاصة منذ انضمامها إلى الاتفاقيات الدولية ذات الصلة. ففي عام 2016، صادقت بيلاروس على اتفاقية حقوق الأشخاص ذوي الإعاقة التي أُقِرّت من قبل الأمم المتحدة، ما مثّل خطوة مهمة نحو تعزيز حقوق هذه الفئة وضمان اندماجها في المجتمع.
وفي عام 2017، وضعت حكومة بيلاروس خطة وطنية شاملة لتعزيز حقوق الأشخاص ذوي الإعاقة وتحسين أوضاعهم، على أن تمتد حتى عام 2025. تتضمن الخطة مجموعة من التدابير في مجالات التوظيف، وتوفير التسهيلات، وتعزيز فرص التعليم، وضمان سهولة الوصول إلى الخدمات العامة.

## الإحصائيات
وفقًا للبيانات الحكومية، يوجد في بيلاروس ما يقارب 570,000 شخص من ذوي الإعاقة، أي ما يعادل نحو 6% من إجمالي عدد السكان. ويشمل هذا العدد مختلف أنواع الإعاقات، سواء كانت جسدية أو عقلية أو حسية. وتسعى الدولة إلى تعزيز اندماجهم من خلال برامج التدريب المهني والتشغيل، وتوفير البيئة الميسّرة في الأماكن العامة ووسائل النقل.

## الرعاية الاجتماعية والتعليم
توفر الدولة دعمًا اجتماعيًا للأشخاص ذوي الإعاقة من خلال مساعدات مالية وخدمات طبية وتأهيلية. كما تعمل على دمجهم في نظام التعليم، عبر إنشاء مدارس دامجة أو مؤسسات تعليمية متخصصة. وتم تطوير مناهج وبرامج تدريبية تراعي احتياجاتهم الخاصة.

## التوظيف
رغم التحديات، أُطلِقت مبادرات لزيادة فرص العمل المتاحة لذوي الإعاقة، بما في ذلك مشاريع توظيفية بالتعاون مع القطاع الخاص، وتوفير حوافز لأصحاب العمل الذين يوظفون أفرادًا من هذه الفئة. من أبرز الأمثلة على ذلك مبادرة "الصرافين الشاملين" التي هدفت إلى دمج ذوي الإعاقة في وظائف خدمة العملاء في المؤسسات التجارية.

## التحديات
لا تزال هناك تحديات تواجه الأشخاص ذوي الإعاقة في بيلاروس، أبرزها ضعف البنية التحتية الداعمة، والتمييز المجتمعي، وصعوبات الحصول على فرص عمل ملائمة. ومع ذلك، تستمر الجهود الرسمية وغير الرسمية لتحسين هذه الأوضاع وضمان بيئة أكثر شمولًا وعدالة.